# 자밀라 자밀
자밀라 자밀(Jameela Jamil, 1986년 2월 25일 ~ )은 잉글랜드의 배우, 사회자, 모델, 작가, 사회운동가이다.

## 출연 작품

### 영화
- 하우 투 빌드 어 걸 (2019) - 클레오파트라 역
- 메리 미 (2021)
- DC 리그 오브 슈퍼-펫 (2022) - 원더우먼 역 (목소리)
- 첫눈에 반할 통계적 확률 (2023) - 내래이터 역 (목소리)
- 엘리오 (2025) - 퀘스타 역 (목소리)

### 텔레비전
- 굿 플레이스 (2016-20) - 타하니 알자밀 역
- 할리 퀸 (2020) - 이리스 역 (목소리)
- 왕실탐정, 미라 (2020) - 푸샤 숙모 역 (목소리)
- 쥬라기 월드: 백악기 어드벤처 (2020) - 록시 역 (목소리)
- 변호사 쉬헐크 (2022) - 메리 맥페런 / 타이타니아 역
- 피치 퍼펙트: 범퍼 인 베를린 (2022)